# Горени (Муреш)
Горени (рум. Goreni) насеље је у Румунији у округу Муреш у општини Батош. Oпштина се налази на надморској висини од 396 m.

## Становништво
Према подацима из 2002. године у насељу је живело 690 становника.

### Попис2002.
| Расподела становништва по националности 2002.‍ | Расподела становништва по националности 2002.‍ | Расподела становништва по националности 2002.‍ | Расподела становништва по националности 2002.‍ | Расподела становништва по националности 2002.‍ |
| --------------------------------------------- | --------------------------------------------- | --------------------------------------------- | --------------------------------------------- | --------------------------------------------- |
|                                               |                                               |                                               |                                               |                                               |
| Румуни                                        | Румуни                                        |                                               | 363                                           | 52,6%                                         |
| Мађари                                        | Мађари                                        |                                               | 219                                           | 31,7%                                         |
| Роми                                          | Роми                                          |                                               | 108                                           | 15,7%                                         |